# Peloribates yunnanensis
Peloribates yunnanensis är en kvalsterart som beskrevs av Wen 1985. Peloribates yunnanensis ingår i släktet Peloribates och familjen Haplozetidae. Inga underarter finns listade i Catalogue of Life.